# Alida Sophia Hendriks
Alida Sophia Hendriks (1901-1984) foi uma pintora holandesa.

## Biografia
Hendriks nasceu a 3 de junho de 1901 em Haia. Estudou com Willem van der Berg e Cornelis Mension, e foi membro do Estúdio Pulchri. O trabalho de Hendriks foi incluído na exposição e venda de 1939 Onze Kunst van Heden (A Nossa Arte de Hoje) no Rijksmuseum em Amesterdão.
Hendriks faleceu no dia 15 de agosto de 1984 em Haia.